# Odafe Oweh
(en) Statistiques sur pro-football-reference
Odafe Jayson Oweh, né le 15 décembre 1998 à Hackensack (New Jersey), est un sportif professionnel américain de football américain jouant au poste de linebacker dans la National Football League (NFL) depuis la saison 2021.
Il est sélectionné en 31e rang lors du deuxième tour de la draft 2021 de la NFL par la franchise des Ravens de Baltimore.
Au niveau universitaire, il a joué pour les Nittany Lions de l'université d'État de Pennsylvanie pendant trois saisons (2018 à 2020) dans la NCAA Division I FBS.